# Christmette der Alumnen des Dresdner Kreuzchores
Die Christmette der Alumnen des  Dresdner Kreuzchores (RMWV 71) wurde in ihrer musikalischen Fassung vom Dresdner Kreuzkantor Rudolf Mauersberger komponiert.  Sie wird am 1. Weihnachtsfeiertag in der Dresdner Kreuzkirche mit einem Mettenspiel Das ewige Licht geht da herein, nach Texten von Guido Höller, aufgeführt.

## Chöre, Darsteller, Instrumente
Die Christmette ist für drei getrennt aufgestellte Chöre komponiert, den vier- bis sechsstimmigen Hauptchor mit Sopransolo, den vier- bis achtstimmigen Altarchor mit Sopransolo sowie den Fernchor, einen zweistimmigen Männerchor. Neben den Chören treten folgende Darsteller auf fünf Engel (Sopran 1/2 und Alt), vier Hirten (Sopran, Alt, Tenor, Bass mit zwei Blockflöten), Joseph als Sprechrolle, Maria (Sopran) sowie die drei Weisen aus dem Morgenlande (Tenor, Bass 1/2). Neben den kostümierten Darsteller tritt eine aus zwei Teilchören bestehende Kurrende auf, die auf neben dem Altarchor platziert ist.
Folgende Instrumente werden eingesetzt: Flöte, Oboe,  Glockenspiel, Tamtam, Triangel, Kontrabass, Celesta, Harfe, Harmonium am Altar und Orgel sowie Kinderinstrumenten gespielt von den Engeln bei Nr. 21.

## Entstehungsgeschichte
Wie die Christvesper der Kruzianer entstand die Christmette in erzgebirgischer Tradition. Sie wurde am Morgen der Ersten Weihnachtsfeiertags 1936 erstmals in der Dresdner Kreuzkirche aufgeführt. Mit dem Übertragen der erzgebirgischen Mettentradition nach Dresden, wagte Mauersberger ein Experiment [...], dem wenig Erfolg vorausgesagt wurde. Die Christmette gehört nach Matthias Herrmann zur von Mauersberger vorangebrachten verstärkten kirchlichen Einbindung des Kreuzchores in Zeiten des Nationalsozialismus. Die Weihnachtsbotschaft wird durch Spiel, Wort und Gesang verkündet. Als Vorbild für die Christmette dient die Schneeberger Christmette. Im Jahr 1952 entstand eine zweite Fassung der Christmette und die Letztfassung 1960/1961.

## Aufbau, Inhalt, Musik
Die Christmette ist ein Wechselspiel von Chören auf der Empore und dem Altar, das durch Eingangs- und Schlussliturgie eingebunden ist. Im Mittelpunkt der Mette steht die Darstellung der Geburt Jesu Christi mit den Hirten auf dem Felde, mit Maria und Joseph an der Krippe sowie mit der Anbetung durch die Hirten und die drei Weisen. Am Mettenspiel sind nur Knaben und junge Männer beteiligt.
Für die Christmette wird überwiegend Musik Mauersbergers genutzt, die Weissagung nach Jesaja gehört zu den Originalkompositionen. Die Weihnachtsbotschaft besteht aus der Engelsverkündung: Fürchtet euch nicht (Nr. 14) für Solosopran und Orgel sowie dem jubilierenden Ehre sei Gott (Nr. 15) für einen vierstimmigen Knabenchor. Orientalisch klingt der Gesang der Weisen aus dem Morgenland (Nr. 28), begleitet von den Instrumenten. Sowohl die Partie des Solosoprans als auch der akkordische Orgeleinsatz sind einfach gehalten, um der klangfarblichen Entfaltung der Knabenstimmen Raum zu geben. Die Hirtenlieder werden von Bordunbässen des Harmoniums begleitet. Einige Teile der Christmette decken sich mit der Christvesper (RMWV 7).

## Struktur
Der Aufbau folgt dem Rudolf-Mauersberger-Werke-Verzeichnis.
| RMW 71                                      | Werktitel | Bemerkungen                                                                     |
| ------------------------------------------- | --- | ------------------------------------------------------------------------------- |
| I. Eingangsliturgie                         | |                                                                                 |
| 1                                           | Introitus (liturgischer Wechselgesang): Es jauchze der Himmel |                                                                                 |
| 2                                           | Hirtenmusik | von Hermann Behr (1915)                                                         |
| 3                                           | Geistlicher Dialog: In natali Domini | von Michael Praetorius                                                          |
| 4                                           | Weissagung: Das Volk, so im Finstern wandelt | bearbeitet als RMWV 72                                                          |
| 5                                           | Choral: Dies ist die Nacht | Bearbeitung                                                                     |
| II. Mettenspiel der Alumnen des Kreuzchores | |                                                                                 |
| 6                                           | Choral: Lobt Gott, ihr Christen allegleich | Bearbeitung bearbeitet als RMWV 7//4                                            |
| 7                                           | Es ist ein Ros entsprungen | von Michael Praetorius auch RMWV 7/7                                            |
| Die Hirten auf dem Felde                    | |                                                                                 |
| 8                                           | Erstes Abendlied der Hirten: Nun wollen wir singen das Abendlied | Bearbeitung                                                                     |
| 9                                           | Zweites Hirtenlied: Was soll das bedeuten, es taget ja schon | Bearbeitung                                                                     |
| 10                                          | Drittes Hirtenlied: Es mag nit finster werd'n | Bearbeitung                                                                     |
| 11                                          | Erstes fernes Gloria des Engels (altkirchlich) |                                                                                 |
| 12                                          | Viertes Hirtenlied: Lippei, steh auf vom Schlaf | Bearbeitung                                                                     |
| 13                                          | Zweites fernes Gloria des Engels (altkirchlich) |                                                                                 |
| 14                                          | Die Weihnachtsbotschaft: Fürchtet euch nicht | auch RMWV 72 und RMWV 193/1. – 2. Fassung                                       |
| 15                                          | Chor der Engel: Ehre sei Gott in der Höhe | auch RMWV 72 und RMWV 193/2. – 6. Fassung bearbeitet als RMWV 193/2.–4. Fassung |
| 16                                          | Fünftes Hirtenlied: Wen hörte ich da sing’n so schön? | Bearbeitung                                                                     |
| 17                                          | Sechstes Hirtenlied: Laufet, ihr Hirten | Bearbeitung                                                                     |
| 18                                          | Kommet, ihr Hirten, ihr Männer und Frau’n | bearbeitet als RMWV 7/19                                                        |
| 19                                          | Choral: Dies ist der Tag, den Gott gemacht | Bearbeitung                                                                     |
| 20                                          | Choral: Vom Himmel hoch, o Englein kommt | Bearbeitung                                                                     |
| An der Krippe                               | |                                                                                 |
| 21                                          | Engelspiel: O heilig Kind, wir grüßen dich | Bearbeitung                                                                     |
| 22                                          | Maria: O Jesulein zart, dein Kripplein ist hart | unbegleitetes Solo                                                              |
| 23                                          | Choral: Das ew’ge Licht geht da herein | Bearbeitung                                                                     |
| 24                                          | Lied: Stille Nacht, heilige Nacht | Bearbeitung von Eusebius Mandyczewski                                           |
| Anbetung der Hirten                         | |                                                                                 |
| 25                                          | Siebentes Hirtenlied: Inmitten der Nacht | Bearbeitung von Paul Schöne                                                     |
| 26                                          | Achtes Hirtenlied: Als ich bei meinen Schafen wacht | Bearbeitung                                                                     |
| 27                                          | Choral: Schlaf wohl, du Himmelsknabe du | Bearbeitung von Heinrich Reimann                                                |
| 28                                          | Einzug der drei Weisen aus dem Morgenland (Instrumentalmusik) und Gesang der drei Weisen: Wo ist der neugeborene König der Juden/ Choral: Nimm für Gold und andre Gaben | Bearbeitung (Choral)                                                            |
| 29                                          | Choral: Wir gesellen uns zu denen | Bearbeitung                                                                     |
| Erkenntnis                                  | |                                                                                 |
| 30                                          | Choral: Und wirst du groß, dann fließt dein Blut | Bearbeitung                                                                     |
| 31                                          | In dulci jubilo, nun singet und seid froh | Bearbeitung von Michael Praetorius                                              |
| 32                                          | Choral: Vom Himmel hoch, da komm ich her | Bearbeitung                                                                     |
| III. Schlußliturgie                         | |                                                                                 |
| Gebet                                       | |                                                                                 |
| 33                                          | Wir danken dir, Herr Jesu Christ | von Michael Altenburg                                                           |
| Danksagung (Benedicamus)                    | |                                                                                 |
| 34                                          | Laßt uns lobsingen, lasset uns danken | Bearbeitung                                                                     |
| 35                                          | Bitte um Segen: Gib uns deinen Frieden | Bearbeitung                                                                     |
| 36                                          | Choral: O du fröhliche, o du selige, gnadenbringende Weihnachtszeit | Bearbeitung                                                                     |

## Werk: Christmettenspiel des Dresdner Kreuzchores - RMWV 73
Im Jahr 1974 formte Pfarrer Joachim Schöne, der seit 1966 Spielleiter der Metten des Kreuzchores war, den Text des Mettenspiels auf Grundlage mittelalterlicher Vorlage neu. Kreuzkantor Martin Flämig tauschte darüber hinaus noch einige Lieder aus. Erhalten blieben jedoch die musikalische Grundsubstanz mit den Liturgien sowie die volkstümliche Bildhaftigkeit. Die neue Version ist als Christmettenspiel des Dresdner Kreuzchores (RMWV 73) in das Werkverzeichnis Rudolf Mauersberger aufgenommen.